# Doodstraf in de Malediven
In de Malediven is de doodstraf de zwaarst mogelijke straf die een rechter aan een veroordeelde kan opleggen. De Maldiven kent de doodstraf voor een groot aantal vergrijpen, waaronder moord, overspel, geloofsafval, terrorisme en verraad. Voor geen van deze misdrijven is de doodstraf echter een verplichte straf en hoewel de doodstraf af en toe wordt opgelegd, is deze al sinds 1953 niet meer uitgevoerd. 

## Moratorium
Sinds de laatste executie in 1953, toen de Malediven nog een Brits protectoraat was, is de doodstraf niet meer uitgevoerd. De Malediven stemden tegen het VN-moratorium op de doodstraf in 2007 en 2008, vóórdat zij in 2010 voor het moratorium stemden. Vervolgens onthielden zij zich van stemmen in 2012 en 2014, om daarna opnieuw tegen te stemmen in 2016 en 2018.
In mei 2014 maakte de regering van President Abdulla Yameen bekend dat het moratorium op uitvoering van de doodstraf stopgezet zou worden, voor misdrijven als moord met voorbedachte rade. Hoewel sindsdien zo'n 20 personen ter dood zijn veroordeeld en enkele malen een executie werd aangekondigd, zijn er nog geen veroordeelden daadwerkelijk geëxecuteerd. Eind 2023 kondigde minister van Binnenlandse Veiligheid en Technology Ali Ihusan aan dat onderzocht werd de uitvoering van de doodstraf weer in te voeren.

## Wettelijke procedure
De doodstraf kan worden uitgevoerd door middel van een dodelijke injectie of ophanging. 
In de Maladiven zijn kinderen vanaf de leeftijd van 10 jaar wettelijk verantwoordelijk voor hun daden, en daarom kunnen ze ook vanaf die leeftijd de doodstraf krijgen. Omdat de Maladiven ook de sharia, de islamitische wetgeving, volgt is het zelfs mogelijk dat kinderen vanaf de leeftijd van 7 de doodstraf krijgen voor zogenaamde Hadd-misdrijven waarvoor de sharia de doodstraf eist. Wanneer een minderjarige ter dood wordt veroordeeld, vindt de executie plaats zodra de veroordeelde 18 jaar is.